# Miyuki Etō
Pour les articles homonymes, voir Etō.
永遠幸
Miyuki Etō (永遠幸, Etō Miyuki) est une mangaka née un 3 juillet. Originaire de la préfecture de Hiroshima, elle a déménagé à Tokyo en 2004.
Sa carrière débute en 1998 avec la publication de l'histoire courte Lila no Hanakotoba dans le  magazine Nakayoshi. Ses séries les plus connues sont La Fille des enfers (Jigoku Shōjo) et Celebrate.